# Sergei Svatčenko
Sergei Svatčenko (* 1952 v Charkově) je dánský umělec narozený na Ukrajině. Vystudoval Akademii umění a architektury v Charkově, svá studia ukončil v roce 1975. Ve studiu pokračoval, doktorský stupeň studia architektury ukončil na Škole architektury v Kyjevě v roce 1986.

## Styl
Jeho umělecký styl je jednoznačně identifikovatelný, jedná se o druh abstraktního expresionismu. Maluje motiv přes sebe několikrát podle toho, jak v citech pozorovatelů evokuje různé myšlenky. V mnoha jeho malbách krajinek je hloubka obrazu mnohem důležitější než samotný motiv obrazu.

## Média
Experimentuje s technikou a látkou na obrazy, jeho oblíbenou technikou je akrylová malba na plátno, ale také udělal několik photo art, video art a koláží. Často manipuluje s fotografiemi, koláže byli hlavním důvodem jeho slávy na Ukrajině. Jeho abstraktní malby nebyly v době sovětského svazu uveřejňovány, protože nepodporovaly komunistický režim[zdroj?]. Od poloviny sedmdesátých let raději pracuje s kolážemi a od poloviny osmdesátých let s malbami.